# 黃熙文
黃熙文（1966年10月15日—）是台灣的漫畫家，嘉義人，私立復興高級商工職業學校畢，後赴日求學專攻電腦繪圖，於1995年以「最優秀賞」的成績畢業於「東京デザイナー学院グラフィックデザイン専攻」。代表作為《雷克小子》系列，常見於文具禮品相關產品。另一個身分為台灣老牌漢方藥廠和氣藥品的第二代接班人，該公司的著名產品有「十八銅人行氣散」、「鳥頭牌愛福好」等等。

## 作品一覽
- 陶大偉、孫越合唱〈朋友歌〉漫畫，作於1980年
- 就是雷克 It's REX（黃熙文漫畫作品集1）於2003年作者自費出版 ISBN 9572889206
- 上海大少爺 Shanghai Junior: A Story in China 1929（黃熙文漫畫作品集2）於2018年9月27由大辣出版，並於預購禮加贈與胞弟合作之搖滾主題曲EP，其漫畫版稅全數捐至中華民國快樂學習協會。

## 外部連結
- 雷克小子的部落格
- YouTube黃熙文官方頻道 （页面存档备份，存于）
- 陳怡杰.【上報人物】白天董事長、晚上漫畫家 「十八銅人」第二代雙面人生.上報 （页面存档备份，存于）
- 黃熙文臉書 （页面存档备份，存于）